# Zanie (województwo podlaskie)
Zanie (biał., ukr. Зані) – wieś w Polsce położona w województwie podlaskim, w powiecie bielskim, w gminie Brańsk.
Wieś królewska w starostwie brańskim w ziemi bielskiej województwa podlaskiego w 1795 roku. W latach 1975–1998 miejscowość należała administracyjnie do województwa białostockiego.
2 lutego 1946 pluton Narodowego Zjednoczenia Wojskowego spacyfikował wieś mordując 26 osób, obywateli polskich narodowości białoruskiej wyznania prawosławnego. Zabici spoczywają na cmentarzu wsi Zanie. Pacyfikacja wsi posiada charakter czystki etnicznej oraz nosi znamiona ludobójstwa. Upamiętnia ją pomnik prawosławnych mieszkańców Białostocczyzny zabitych i zaginionych w latach 1939–1956 w Białymstoku.
Prawosławni mieszkańcy wsi przynależą do parafii pw. św. Piotra i Pawła w Maleszach i korzystają z cerkwi filialnej pw. św. Symeona Słupnika w Brańsku, natomiast wierni kościoła rzymskokatolickiego należą do parafii Wniebowzięcia Najświętszej Maryi Panny w Brańsku.